# Yu-Gi-Oh! VRAINS
Yu-Gi-Oh! VRAINS (遊 ☆ 戯 ☆ 王 VRAINS Yūgiō VRAINS) ist eine japanische Anime-Serie, die von Studio Gallop animiert wurde. Sie ist die sechste Animeserie im Yu-Gi-Oh!-Franchise und wurde in Japan von 2017 bis 2019 gezeigt. Die Nachfolgeserie Yu-Gi-Oh! Sevens startete 2020.

## Handlung
An einem Ort namens Den City nehmen Tausende von Duellanten an einem von SOL Technologies erstellten Virtual-Reality-Raum namens LINK VRAINS teil, in dem Benutzer einzigartige Avatare erstellen und an Duell-Monsterspielen teilnehmen können. Als eine mysteriöse Hacker-Organisation namens Knights of Hanoi, angeführt von Varis, diese Welt bedroht, kämpft ein Schüler und Hacking-Genie namens Yusaku Fujiki unter dem Deckmantel von Playmaker gegen sie. Sowohl die Knights als auch SOL Technologies sind auf der Suche nach einem Programm für künstliche Intelligenz, das den Schlüssel zu einem geheimen Bereich innerhalb des Netzwerks namens Cyberse World besitzt, den die Knights of Hanoi zerstören wollen. Zu Beginn der Serie sieht Yusaku die Chance, diese KI einzufangen, die er Ai nennt und die in LINK VRAINS, bekannt als Data Storm, einen digitalen Strudel auslöst. Als das Auftreten dieses Sturms Speed Duels hervorbringt, in denen Duellanten beim Duellieren im Wind surfen, kämpft Yusaku gegen Hanoi, um die Wahrheit über einen Vorfall aufzudecken, der ihm vor 10 Jahren passiert ist. Mit Hilfe von zwei Charisma-Duellanten, The Gore und Blue Angel, kann Playmaker Varis besiegen, das gesamte Netzwerk retten und sich von Ai trennen, der beschließt, in seine eigene Welt, die Cyberse World, zurückzukehren.
Drei Monate nach Hanois Sturz entdeckt Ai die zerstörte Cyberse World. Seine Freunde sind nirgends zu finden, was ihn dazu veranlasst, zu Yusaku zurückzukehren. Währenddessen kämpft dieser erneut als Playmaker, nachdem das Bewusstsein des jüngeren Bruders seines Freundes Cal Kolter von einem mysteriösen Feind namens Bohman gestohlen wurde. Auf der Suche nach Bohman werden Yusaku und Ai von Theodore Hamilton begleitet, einem Opfer des Lost-Vorfalls wie Yusaku. Gleichzeitig belebt Varis Knights of Hanoi wieder, um gegen die neuen Feinde zu kämpfen. Es wird offenbart, dass Bohman eine empfindungsfähige KI ist, die von Light Ignis Lightning erschaffen wurde, der die Cyberse-Welt zerstört und das Bewusstsein von Cal’s Bruder gestohlen hat. Er hält Ignis für überlegen und beschließt, die Menschheit zu zerstören. Der Wind Ignis, Windy, unterstützt auch Lightning, nachdem sein Programm umgeschrieben wurde. Um Lightnings Team zu besiegen, schließen sich Yusaku und seine Freunde mit Hanoi zusammen und betreten Lightnings Festung. Beide Seiten kämpfen, bis nur noch Playmaker, Ai und Bohman übrig sind, wobei letzterer alle anderen Ignis absorbiert hat. Bevor Flame und Aqua umkommen, geben sie Ai die letzte ihrer Kräfte und erlauben ihm und Playmaker, Bohman zu besiegen.
Nach dem Kampf gegen Bohman wird LINK VRAINS geschlossen und Ai verschwindet zusammen mit Yusakus Roboter Roboppi. SOL Technology ersetzt LINK VRAINS und entwickelt einen humanoiden Roboter SOLtis, mit dem Ai und Roboppi SOL Technology infiltrieren und ihre Anführerin Queen angreifen. Da Skyes älterer Bruder Akira weiß, dass er das nächste Ziel sein wird, bittet er Playmaker und seine Freunde sowie Hanoi erneut um Hilfe, um ihn zu beschützen. Ai und Roboppi schaffen es, alle außer Playmaker, Soulburner und Varis zu besiegen, die gezwungen sind, gegen Täuschungen zu kämpfen. Nachdem Ai Akira besiegt und SOL Technology übernommen hat, öffnet er LINK VRAINS erneut und sendet eine Nachricht an Playmaker, in der sein Standorts angegeben wird. Yusaku konfrontiert Ai alleine und führt die beiden zum Duell. Ai erklärt, dass Lightning eine Simulation hinterlassen hat, die zeigt, dass die Welt zerstört wird, wenn Ai der einzige Ignis ist, der noch übrig ist. Aus Angst, dass er wie Lightning und Bohman wird, beschließt Ai, sein Leben entweder durch die Hand des Playmaker zu beenden, wenn er verliert, oder indem er seine Daten in die SOLtis streut, wenn er gewinnt. Trotz des Versuchs von Playmaker, Ai davon abzubringen, weigert er sich immer noch, sich zurückzuziehen und zwingt Playmaker, ihn zu besiegen. In seinem letzten Moment enthüllt Ai, dass Yusaku innerhalb der Simulationen im Sterben liegt, um ihn zu beschützen, was er verhindern will. Monate nach dem letzten Kampf geht jeder mit seinem Leben weiter und Yusaku macht sich auf eine Reise. Irgendwo im Netzwerk wird offenbart, dass Ai lebt.

## Produktion und Veröffentlichung
Der Anime entstand bei Studio Gallop nach einem Drehbuch von Shin Yoshida. Regie führte zunächst Masahiro Hosoda, aber der 14. Folge dann Katsuya Asano. Insgesamt entstanden 120 Folgen in drei Staffeln. Das Charakterdesign entwarf Ken'ichi Hara und die künstlerische Leitung lag bei Toshiyuki Sakae. Für den Ton war Hiroki Matsuoka verantwortlich und die CGI-Arbeiten leitete Yoshiyuki Kamijō. Produzenten waren Kosuke Kazuno und Teruaki Sanematsu.
Die Serie wurde vom 10. Mai 2017 bis zum 25. September 2019 in Japan bei TV Tokyo ausgestrahlt. Sie wird von Crunchyroll international mit Untertiteln per Streaming angeboten. Mehrere Sender zeigten englisch synchronisierte Fassungen, außerdem gibt es italienische und portugiesische Synchronfassungen.

### Synchronisation
| Rollenname              | Japanischer Sprecher (Seiyū) |
| ----------------------- | ---------------------------- |
| Yūsaku Fujiki/Playmaker | Shōya Ishige                 |
| Ryoken Kogami           | Shunsuke Takeuchi            |
| Aoi Zaizen/ Blue Angel  | Yuki Nakashima               |
| Jin Kusanagi            | Ryota Suzuki                 |
| Miyu Sugisaki           | Natsumi Fujiwara             |
| Ai                      | Takahiro Sakurai             |
| Shouichi Kusanagi       | Subaru Kimura                |
| Akira Zaizen            | Shōma Yamamoto               |
| Takeru Homura           | Yūki Kaji                    |
| Flame                   | Taku Yashiro                 |
| Emma Bessho             | Yuna Kamakura                |
| Kiyoshi Kogami          | Takayuki Sugou               |
| Ryoken Kogami           | Shunsuke Takeuchi            |
| Spectre                 | Daiki Kajimoto               |

### Musik
Die Musik der Serie wurde komponiert von Shinkichi Mitsumune. Die Vorspannlieder der drei Staffeln sind:
- With The Wind von Hiroaki „Tommy “Tominaga

- go forward von Kimeru

- calling von Kimeru

Für die Abspanne wurden folgende Lieder verwendet:
- Believe In Magic von Ryoga

- Writing Life von Goodbye holiday

- BOY von Uchuu

- glory von Band-Maid

- Are you ready? von BiS

## Trading Card Game
Mit Yu-Gi-Oh! VRAINS wurden neue Gameplay-Elemente in das Yu-Gi-Oh!-Sammelkartenspiel eingeführt. Mit dem Link-Strike-Starterdeck wurde ein neues Format für das Wettbewerbsfeld eingeführt. Damit kann jeweils nur ein Monster direkt aus dem Extradeck eines jeden Spielers beschworen werden. Dieses wird in eine der beiden neuen Zonen in der Mitte des Feldes gelegt, die als „Extra Monster Zone“ bezeichnet wird. Ergänzt wird das neue Spielelement durch die neuen Link-Monster, blau gefärbte Monster mit Waben, die in das Extradeck aufgenommen werden. Sie haben keine „Levels“ oder „Ränge“, sondern eine „Link-Bewertung“, die die Anzahl der Pfeile auf der Karte und die erforderliche Anzahl von Monstern angibt, die für den Tribut erforderlich sind, um sie zu beschwören. Die Link-Bewertung eines Link-Monsters kann auch als Anzahl von Tributen für eine Link-Beschwörung verwendet werden, abhängig von ihrer Bewertung, abgezogen von dem Link-Monster, das der Spieler beschwören möchte. Link-Monster haben eine Anzahl von Link-Pfeilen, die ihrer Link-Bewertung entsprechen und vertikal, horizontal oder diagonal zeigen. Diese Verbindungspfeile, die auf eine leere Hauptmonsterzone zeigen, ermöglichen es dem Spieler, ein weiteres Monster aus dem Extra-Deck zu beschwören. Die beiden Pendelzonen wurden an die anderen Enden der Zauber- und Fallenzonen verschoben.